# Timpton
Der Timpton (russisch Тимптон; jakutisch Төмтөөн, Tömtöön) ist ein 644 km langer rechter Nebenfluss des Aldan in Ostsibirien (Russland, Asien).

## Verlauf
Der Timpton entspringt auf etwa 1200 m am Hauptkamm des in diesem Bereich eine Höhe von etwa 1500 m erreichenden Stanowoigebirges. Die Quelle befindet sich im Süden der Republik Sacha (Jakutien) unweit der Grenze zur Oblast Amur, in der gut 100 km südlich die Stadt Tynda an der Baikal-Amur-Magistrale (BAM) liegt. Zunächst fließt der Timpton in östlicher Richtung, durchquert mäandrierend ein weites, sumpfiges Tal nördlich des Stanowoi-Hauptkammes und wendet sich dann nach Norden. Bis zu seiner Mündung fließt der Timpton dann in insgesamt nördlicher bis nordöstlicher Richtung in weiten Bögen durch das Aldanhochland. Auf etwa 300 Kilometern seines Laufes trägt er den Charakter eines Gebirgsflusses mit engem, teils schluchtartigen Tal und einer Vielzahl von Stromschnellen. Er mündet schließlich etwa 60 Kilometer südöstlich der Stadt Tommot in den dort ungefähr gleich großen Lena-Nebenfluss Aldan. In Mündungsnähe ist der Timpton etwa 250 Meter breit und 2,5 Meter tief; seine Fließgeschwindigkeit beträgt dort 1,2 m/s.
Die bedeutendsten Nebenflüsse sind Ulachan-Mjoljomkjon (Länge 100 km), Atschtschygyj-Mjoljomkjon (95 km), Anamdschak (102 km; auch Anamdjak), Nelgjuu (Länge 164 km), Seimdsche (142 km; Seimdje), Idschek (102 km; Idek) und Dscheltulach (152 km; Deltulach) von rechts sowie Ijengra (148 km), Gorbyllach (98 km), Tschulman (166 km), Chatymi (218 km) und Bolschoi Yllymach (150 km; Großer Yllymach) von links. Im Einzugsgebiet gibt es mehr 1300 Seen, vorwiegend im Bereich der Oberläufe des Timpton und seiner Zuflüsse in der Nähe des Stanowoi-Hauptkammes.

## Hydrologie
Das Einzugsgebiet des Timpton umfasst 44.400 km². Der Fluss friert von Mitte Oktober bis in die erste Maihälfte zu, in Oberlauf abschnittsweise bis zum Grund durch. Es folgt ein bis September anhaltendes Sommerhochwasser mit Maximum im Mai (Oberlauf) bis Juni (Unterlauf). Bei der Einmündung in den Aldan entspricht die durchschnittliche Abflussmenge des Timpton (532 m³/s) etwa der des Aldan (526 m³/s bei Tommot, etwa 60 km flussaufwärts; danach fließt dem Aldan bis zur Einmündung des Timpton noch eine Reihe kleiner Flüsse zu).
| Pegel       | Entfernung zur Mündung (km) | Mittlere Abflussmenge (m³/s) | Mittlere Abflussmenge (m³/s) | Mittlere Abflussmenge (m³/s) |
| Pegel       | Entfernung zur Mündung (km) | Jahr                         | Minimum (März)               | Maximum (Mai/Juni)           |
| ----------- | --------------------------- | ---------------------------- | ---------------------------- | ---------------------------- |
| Ust-Timpton | 20                          | 532                          | 7,1                          | 1765                         |
| Ust-Barylas | 337                         | 184                          | 3,9                          | 541                          |
| Nagorny     | 595                         | 9,4                          | 0                            | 24,1                         |

## Nutzung und Infrastruktur
Der Unterlauf des Timpton ist bedingt schiffbar, gilt jedoch nicht als Binnenwasserstraße.
Das durchflossene Gebiet ist im südlichen Teil der Verwaltung der Stadt Nerjungri unterstellt. Dort liegt mit der Siedlung städtischen Typs Nagorny, bei der die Amur-Jakutische Magistrale und die ihr folgende Fernstraße A360 den Timpton queren, auch die einzige Ortschaft unmittelbar am Fluss. Insbesondere am Oberlauf des Flusses, unterhalb des heutigen Nagorny, wurde seit Anfang des 20. Jahrhunderts eine Reihe von Goldlagerstätten entdeckt und ausgebeutet. Im weiteren Verlauf fließt der Timpton wenige bis mehrere dutzend Kilometer abseits (östlich) einiger der größeren Orte der südlichen Republik Sacha, darunter Nerjungri und Tschulman, die an seinen linken Zuflüssen liegen. Ab dem Mittellauf wird der Ulus (Rajon) Aldan durchquert.
Bereits in der sowjetischen Periode gab es Pläne zur Errichtung einer Kaskade von zwei oder drei Talsperren mit Wasserkraftwerken am Timpton. Nach aktuellem Stand (2010) sind die Vorprojektarbeiten für das Kankunskaja-Wasserkraftwerk (Kankunskaja GES) und das Untere Timpton-Wasserkraftwerk (Nischne-Timptonskaja GES) unter Regie von Juschno-Jakutskaja GEK (Süd-Jakutischer Hydroenergetischer Komplex), einer 100-prozentigen Tochtergesellschaft von RusHydro, abgeschlossen. Zunächst soll die Errichtung des Kankunskaja-Wasserkraftwerkes mit einer Leistung von 1300 Megawatt in Angriff genommen werden.
Solange die Kraftwerkspläne nicht umgesetzt sind, zählt der Timpton wegen der guten Zugänglichkeit des Oberlaufes, des Mittellaufes bei Tschulman sowie des Aldan in der Nähe der Timpton-Mündung (über Tommot) per Eisenbahn und Straße auf seiner gesamten Länge zu den gefragten Zielen für längere Kanutouren in der Republik Sacha. Die Befahrung des Flusses wurde wegen der Stromschnellenabschnitte in die zweithöchste russische Schwierigkeitskategorie V für Kanus (nach internationaler Wildwasserschwierigkeitsskala entsprechend etwa IV) sowie IV für Schlauchboote eingestuft. Das Tal des Timpton ist eines der Naherholungsgebiete für die Bewohner des Bergbau- und Industriegebietes um Nerjungri.